# Karl Hartman
Kart Hartman (* 1949 oder 1950; † 25. Februar 1999), auch Karl Hartmann, war ein nauruischer Langstreckenläufer.

## Leben und Karriere
Hartman hält mit einer Zeit von 3:48:06 Stunden den aktuell gültigen nauruischen Landesrekord im Marathonlauf, aufgestellt 1968 im eigenen Land. Bei den Südpazifikspielen 1969 in Port Moresby war er für den 10.000-Meter-Lauf am 14. August gemeldet, trat zu diesem jedoch nicht an. Den Marathon am 20. August beendete Hartman in 3:55:22,6 Stunden auf dem siebten Platz als letzter Finisher bei zwölf gestarteten Läufern. Hartman war Eamwit und stammte aus dem Distrikt Boe; er war seit Juni 1977 mit Aureana Eidogoga Scotty verheiratet und wurde im September 1977 Vater eines Sohnes. Hartman starb 1999 im Alter von 49 Jahren.